# Kampanischer Ignimbrit
Der trachytische Kampanische Ignimbrit wurde im Verlauf einer vulkanischen Supereruption vor rund 39.250 Jahren in Süditalien abgelagert. Die gewaltigen Umweltschäden haben möglicherweise die Verdrängung des Neandertalers durch den anatomisch modernen Menschen beschleunigt.

## Bezeichnung
Der Kampanische Ignimbrit, abgekürzt KI, engl. Campanian Ignimbrite (CI), wurde nach seiner eponymen
Typusregion Kampanien benannt. Der Ignimbrit (Feuerregen), ital. Tufo Grigio Campano, ist auch als Y5-Tephra bekannt.

## Charakterisierung
Der Auswurf des Kampanischen Ignimbrits war zweifacher Natur. Er begann als eine Plinianische Eruption, deren 37 bis 40 Kilometer hohe Eruptionssäule weit in die Stratosphäre reichte. Der Zusammenbruch dieser Säule löste anschließend riesige pyroklastische Dichteströmungen aus, welche als Ignimbrit abgelagert wurden. Die in die Stratosphäre gelangte vulkanische Asche ging auf Entfernungen von über 1000 Kilometern als Tephra nieder (Koignimbrit-Phase).

## Ausbruchsherd und Verbreitungsgebiet

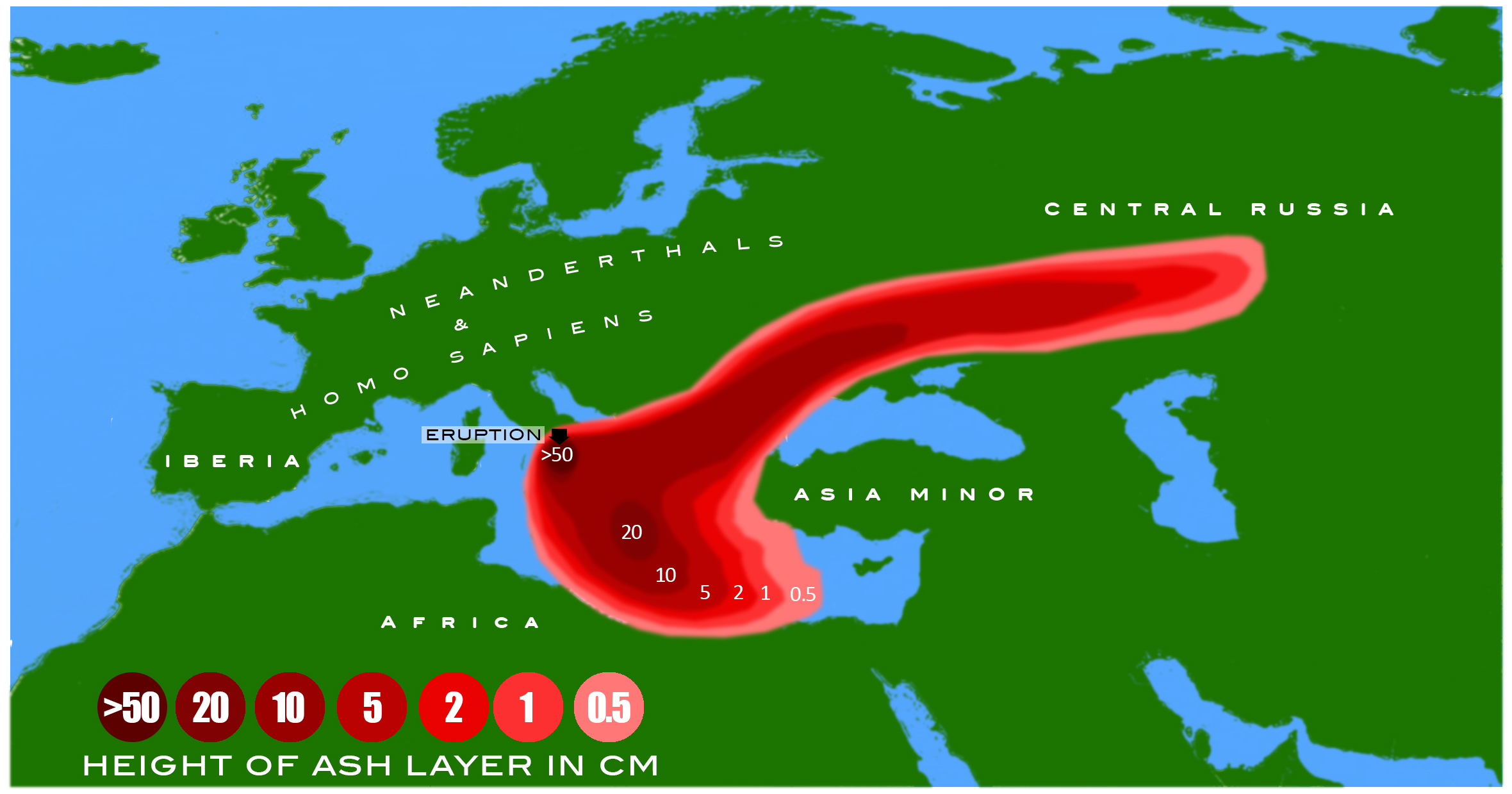
Verbreitungsgebiet der ausgeworfenen Asche

Der Ausbruchsherd für das Kampanische Ignimbrit ist in den Phlegräischen Feldern zu suchen, die genaue Lokalisation des sogenannten Archiphlegraeo-Vulkans ist aber nach wie vor noch nicht erfolgt, er wird aber aufgrund von gefügekundlichen AMS-Messungen in der Bucht von Pozzuoli vermutet. Die pyroklastischen Dichteströme erreichten Entfernungen von über 70 Kilometer vom Ausbruchsherd. Topographische Hindernisse bis 1000 Meter Höhe wurden hierbei überwunden. Im Norden überfuhren sie den Monte Massico und breiteten sich bis 10 Kilometer nördlich vom Roccamonfina-Vulkan aus. Zum Apennin nach Osten wurde Mirabella Eclano erreicht. Nach Süden wurde der Golf von Neapel überquert und die absperrende Halbinsel von Sorrent überwunden, wie Ablagerungen auf der abgelegenen Seite der Halbinsel zeigen. Die Dichteströme bedeckten insgesamt eine Fläche von weit mehr als 1500 Quadratkilometer, es existieren aber auch Abschätzungen bis zu 30.000 Quadratkilometer.
Die ausgeworfene Tephra bedeckte eine Fläche von 2 bis 4 Millionen Quadratkilometern und erreichte die Kyrenaika (Haua Fteah) und den Norden Ägyptens, überzog Syrien, die Türkei, Georgien, den Süden Russlands und Kasachstan, während die weiter westwärts gelegene Nordküste Marokkos (Taforalt, Rhafas und Dar es-Soltane 1) nur Tephra von den Azoren aufweist. Ihre Nordgrenze verlief über Montenegro, Albanien, Mazedonien, Rumänien, Moldawien und die Ukraine bis nach Südrussland. Die Aschen wurden anfangs in Südostrichtung, später jedoch vorwiegend nach Nordost in der Stratosphäre verdriftet. Die Tephra konnte anhand von Bohrkernen im marinen Bereich, in Seen und in Mooren nachgewiesen werden. Auf dem Festland wurde sie vorwiegend in Lössen eingebettet angetroffen, beispielsweise in Urluia, Rumänien, sie findet sich aber auch an archäologischen Freiland- und Höhlenfundstätten (wie z. B. in Crvena Stijena in Montenegro).
Die durch die Entleerung der Magmakammer entstandene Caldera war nicht kreisförmig, sie entstand vielmehr durch die in etwa rechtwinklige Überlagerung zweier ovaler Einbruchsstrukturen (18 × 11 sowie 20 × 10 Kilometer). Sie erstreckte sich vom Capo Miseno und Cuma am Tyrrhenischen Meer zur Ebene von Quarto und zum Camaldoli-Hügel; sie umfasste die gesamte Bucht von Pozzuoli, und ihr östlicher Seitenableger erreichte entlang einer NNO-streichenden Verwerfung gar Neapel. Ungefähr die Hälfte der Caldera liegt heute unter dem Meeresspiegel.

## Intensität
Der Ausbruch des Kampanischen Ignimbrits, eine Super-Eruption, war in den letzten 200.000 Jahren der stärkste Vulkanausbruch des mediterranen Europas. Auf dem Vulkanexplosivitätsindex erreichte sie VEI 7, stärker als die Tambora-Eruption von 1815. Das Ausbruchsvolumen wird auf 250 bis 300 Kubikkilometer Tephra und 180 bis 380 Kubikkilometer Ignimbrit geschätzt, d. h. ein Gesamtvolumen von 430 bis 680 Kubikkilometer vulkanischen Materials.

## Datierung
Die Eruption des Kampanischen Ignimbrits wurde anhand von proximalen Ignimbriten mittels der 40Ar/39Ar-Methode auf 39.280 ± 110 Jahre BP und mithilfe der ABOx-SC Methode auf 39.230 ± 45 Jahre datiert. Sie ereignete sich somit im Huneborg-Stadial des Marinen Isotopenstadiums MIS 3, unmittelbar nach dem Heinrich-Ereignis H4. Im Eisbohrkern von GISP2 hinterließ sie eine deutliche Sulfatanomalie von 375 ppb, deren Alter mit 40.120 Jahren BP bestimmt werden konnte.

## Stratigraphie
Die vulkanischen Aktivitäten in Kampanien reichen bis mindestens 315.000 Jahre BP zurück, möglicherweise auch bis rund 2 Millionen Jahre. Dem Ausbruch des Kampanischen Ignimbrits waren ab 60.000 Jahre BP 11 explosive und 5 effusive Eruptionen vorausgegangen, welche aber in ihrer Intensität bei weitem hinter dem Kampanischen Ignimbrit zurückblieben. Erwähnenswerte Vorläufer sind der Cuma-Lavadom (37.000 Jahre BP), die Tuffe der Tufi di Torre Franco-Formation (42.000 Jahre BP), der Punta Marmolite-Lavadom (47.000 Jahre BP) und der San Martino-Lavadom (77.000 Jahre BP). Nach Ablagerung des Kampanischen Ignimbrits folgten 9 kleinere explosive Ausbrüche, bis es um 15.000 BP zum Ausbruch des Gelben Neapolitanischen Tuffs kam, dem zweitgrößten explosiven Ereignis in den Phlegräischen Feldern.
Der interne stratigraphische Aufbau des Kampanischen Ignimbrits ist abhängig von der Entfernung zum Ausbruchsort. Die proximale Fazies lässt sich wie folgt gliedern (vom Hangenden zum Liegenden):
- Brekzia Museo-Formation
- Piperno-Einheit
- Torrefranco-Tuffe

Die mediale Fazies zeigt folgenden Aufbau:
- CPF-Formation (Coarse Pumice Formation)
- LYT-Formation (Layered Yellow Tuff)
- Übergangszone
- WGI-Formation (Welded Grey Ignimbrite)
- USAF-Formation (Underlying Sand & Ash Formation)

Distal kam nur noch eine geschichtete Aschenlage zur Ablagerung, die vorwiegend in Osteuropa niederging.
Die 50 Meter mächtigen Torrefranco-Tuffe bestehen aus einer Wechsellagerung von Bims und Scoria. In sie eingeschaltet sind Paläoböden; einzelne Aschenlagen zeigen Schrägschichtung. Die Piperno-Einheit besteht aus Wechsellagen von Asche und gestauchter Scoria (sogenannte Fiammae mit typisch eutaxitischem Gefüge) sowie einer groben Brekzie aus grauen Lavabruchstücken. Die Brekzia Museo-Formation kann in sechs Einheiten unterteilt werden; sie besteht aus einer groben, unverschweißten Gesteinsbrekzie (mit bis zu metergroßen Lavablöcken unterschiedlicher Zusammensetzung und teils hydrothermal verändert) und verschweißten Piperno-Aschenlagen.
Die mediale Fazies beginnt mit der nur wenige Dezimeter mächtigen USAF-Formation, zusammengesetzt aus geschichteter, glasreicher, vulkanischer Asche und Sanden. Darüber legt sich die WGI-Formation, bestehend aus geschichteten, plinianischen Bimsen und einem grauen, verschweißten Ignimbrit. Sie wurde bei 800 °C abgelagert und folglich intensiv verschweißt, sekundär kam es zur autigenen Feldspatneubildung. Nach einer Übergangszone folgt die LYT-Formation, ein geschichteter, gelblicher Tuff. Er wurde unterhalb von 400 °C abgelagert und durch Wasserinfiltration zeolithisiert. Die Serie schließt mit der CPF-Formation, einer nur 2 Meter mächtigen, groben Bimslage in Aschenmatrix.

## Chemische Zusammensetzung
Der Kampanische Ignimbrit besitzt eine trachytische bis trachyphonolithische Zusammensetzung mit einem SiO2-Gehalt, der zwischen 58 und 64 Gewichtsprozent schwankt. Das kalibetonte Magma (6,5 bis 9,5 Gew. % K2O) hatte mit 9 bis 15 Gewichtsprozent insgesamt einen sehr hohen Gehalt an Alkalien Na2O und K2O.